# Cēzars Ozers
Cēzars Ozers (Riga, 1937. február 11. – 2023. november 5.) olimpiai ezüstérmes szovjet-lett kosárlabdázó.

## Pályafutása
1958 és 1968 között a VEF Rīga kosárlabdázója volt. Az 1960-as római olimpián a szovjet válogatott tagjaként ezüstérmet szerzett csapattal.

## Sikerei, díjai
- Olimpiai játékok
  - ezüstérmes: 1960, Róma